# Могилы слепых мертвецов
«Могилы слепых мертвецов» — испано-португальский фильм ужасов 1971 года режиссёра Амандо де Оссорио. Премьера фильма состоялась 29 сентября 1972 года.

## Сюжет
Возле бассейна встречаются давно не видевшие друг друга подруги — Вирхиния и Бетти. Немного поболтав, они решают отправиться вместе куда-нибудь отдохнуть, а также захватить с собой приятеля Вирхинии Рохера. На пути к месту назначения отношения внутри компании резко ухудшаются, и Вирхиния спрыгивает с поезда и идёт к поселению, которое она приняла издалека за деревню. Достигнув его, Вирхиния убеждается, что это вовсе не поселение, а старое и разрушенное сооружение, давным-давно бывшее монастырём рыцарей-тамплиеров. Уставшая Вирхиния решает переночевать именно здесь, однако ночью её настигают восставшие из мёртвых трупы тамплиеров и убивают Вирхинию.
С наступлением утра Бетти и Рохер отправляются на поиски Вирхинии и узнают о её смерти от полиции. Вскоре ожившие мертвецы-тамплиеры начинают охоту и за ними. В числе мертвецов находится и Вирхиния.

## В ролях
- Мария Элена Арпон — Вирхиния
- Лоне Флеминг — Бетти
- Сесар Бурнер — Рохер

## Названия
Фильм имеет множество прокатных названий (оригинальное название фильма можно перевести как Ночь слепого ужаса), таких как Чёрная месса, Могилы живых мертвецов и Месть с планеты обезьян (под таким названием вышла в США урезанная версия фильма).В России фильм наиболее известен переведённым названием версии для американского проката — Могилы слепых мертвецов (Tombs of the Blind Dead).

## Съёмки
В качестве разрушенного монастыря рыцарей тамплиеров снимался монастырь Санта Мария ла Реаль де Вальдеглесиас, расположенный недалеко от Мадрида.

## Художественные особенности
Большую часть атмосферы фильма создаёт полуразрушенный опустевший монастырь, в качестве которого снимался реальный заброшенный монастырь. Ожившие мертвецы в фильме имеют свои определённые характеристики: внешним своим обликом они отличны от «классических зомби» прежде всего тем, что их тела иссушены и больше похожи на мумии; в качестве одежды они носят плащи с капюшонами; в качестве оружия часто используют старые мечи.

## Техническая информация
- Формат изображения: 1.66 : 1
- Формат копии: 35 mm, 70 mm (blow-up)
- Формат съёмок: 35 mm